# Grimmered

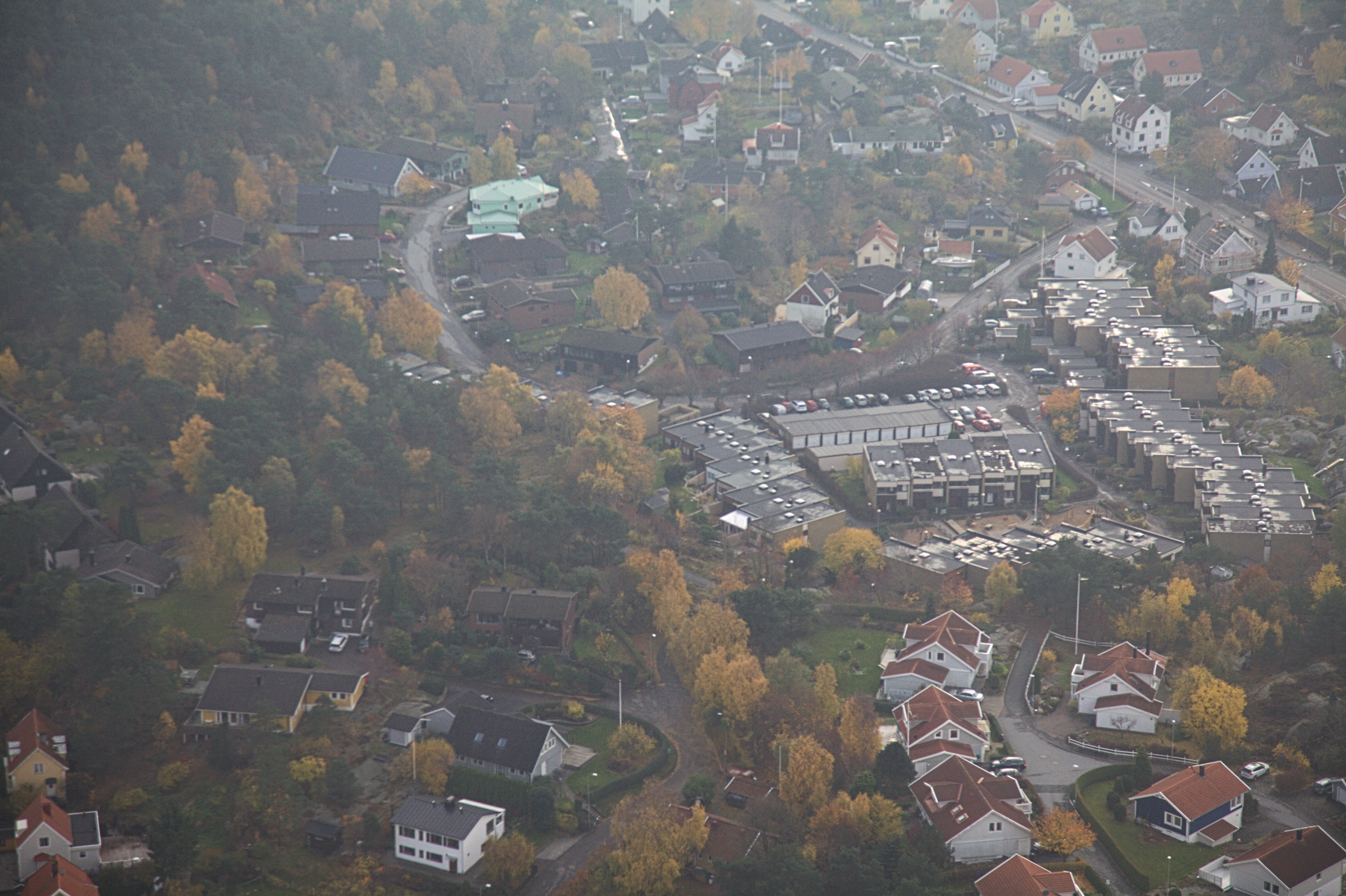
Helikopterbild över delar av Grimmered.

Grimmered är ett primärområde i stadsområde Sydväst i Göteborgs kommun.

## Belägenhet
Grimmered ligger väster om skogen vid Ruddalen och öster om Västerleden och i norr granne med Kungssten och Ekebäck. Huvudled genom området är Grimmeredsvägen. I berget under Grimmered går Gnistängstunneln som är en del av Västerleden.

## Bebyggelse
Grimmered är ett stort och relativt högt beläget bostadsområde, som domineras av fristående villor. Det finns även ett verksamhetsområde i den sydvästliga utkanten. 

## Kända personer från Grimmered
- Ingemar "Ingo" Johansson, boxare, med barndomshemmet i Grimmered.

## Nyckeltal

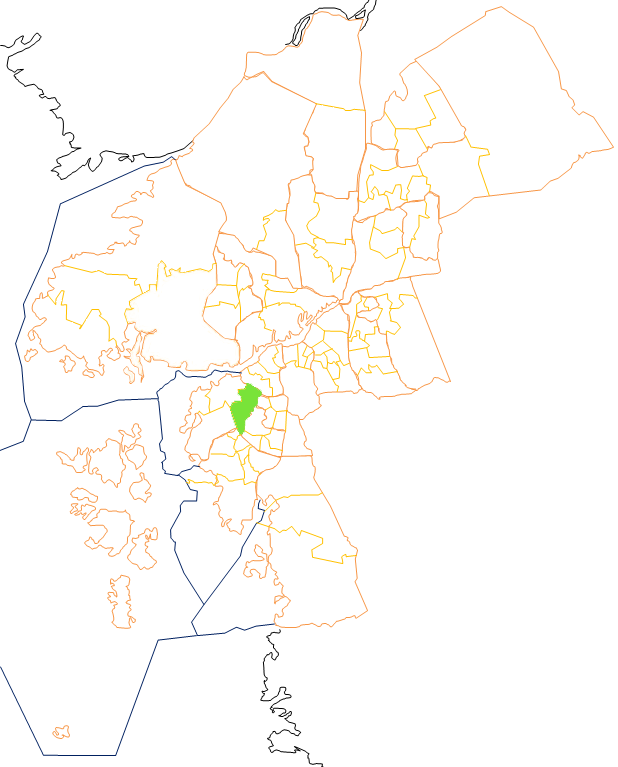
Grimmered

Nyckeltalen redovisar statistik som beskriver Göteborg och dess 96 delområden, primärområden, per den 31 december och kan användas för att jämföra de olika områdena. Nedan redovisas uppgifter för primärområdet och jämförelse görs mot uppgifterna för hela kommunen.
|                                                           | Grimmered  | Hela Göteborg |
| --------------------------------------------------------- | ---------- | ------------- |
| Folkmängd                                                 | 4 360      | 587 549       |
| Befolkningsförändring 2020–2021                           | +77        | +4 493        |
| Andel födda i utlandet                                    | 11,8 %     | 28,3 %        |
| Andel utrikes födda eller med två utrikes födda föräldrar | 14,8 %     | 38,1 %        |
| Medelinkomst                                              | 471 600 kr | 332 400 kr    |
| Arbetslöshet                                              | 2,3 %      | 6,6 %         |
| Antal ersatta dagar från F-kassan per person (16-64 år)   | 11,9       | 19,5          |
| Andel med eftergymnasial utbildning (minst 3 år)          | 58,1 %     | 37,9 %        |
| Andel bostäder byggda 1971–1980                           | 36,4 %     |               |
| Andel bostäder i allmännyttan                             | 0,0 %      | 25,9 %        |
| Antal färdigställda bostäder 2021                         | 21         |               |
| Andel bostäder i småhus                                   | 94,7 %     | 18,3 %        |

## Stadsområdes- och stadsdelsnämndstillhörighet
Primärområdet tillhörde fram till årsskiftet 2020/2021 stadsdelsnämndsområdet Västra Göteborg och ingår sedan den 1 januari 2021 i stadsområde Sydväst.